# Malcolm Boyd
Malcolm Boyd, född 6 september 1896, död 11 maj 1960, var en australisk friidrottare. Han deltog vid olympiska sommarspelen 1924.